# Puerta de Sion

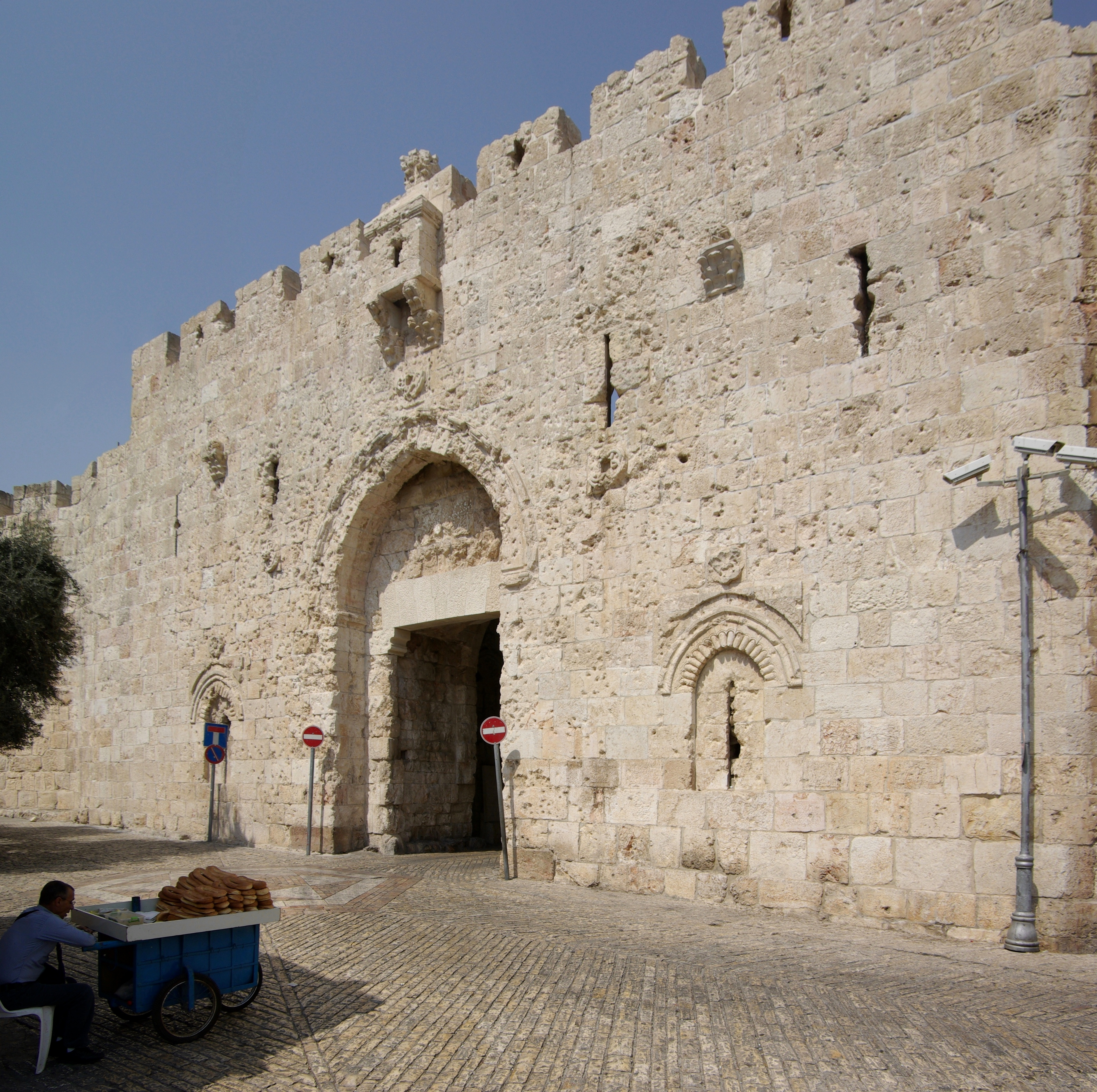
Puerta de Sion.

La Puerta de Sion (en hebreo: שער ציון, Shaar Zion) es una de las ocho puertas integradas a la murallas de la Ciudad Vieja de Jerusalén. La puerta está construida de manera inclinada con un ángulo muy agudo con el fin de detener cualquier ataque enemigo en ella (al igual que la Puerta de Damasco y la Puerta de Jaffa). 

## Construcción de la puerta y ubicación
De acuerdo con la inscripción original que se encuentra sobre la entrada, fue construida por Solimán el Magnífico en 1540.
Situada en el sur de la Ciudad Vieja, frente al Monte Sion y Hebrón, la Puerta de Sion antecede al Barrio Armenio y el Barrio judío. La Puerta de Sion es también conocida como Puerta de David (en hebreo: Shaar David), debido a que se cree que la tumba del rey David está en el Monte Sion.
La estrella de David en el pavimento debajo de la puerta fue diseñada por el arquitecto Shlomo Aronson.

## La Puerta de Sion y las guerras de Israel
En 1948, durante la guerra de Independencia de Israel, las fuerzas del Palmaj lucharon infructuosamente por el control del Barrio judío en la entrada de la Puerta de Sion. Esto dejó las piedras que rodean la puerta con marcas de los disparos de armas y agujeros de bala, que todavía hoy son visibles. Las últimas tropas británicas en salir de Jerusalén el 13 de mayo de 1948 otorgaron a Mordechai Weingarten la llave de la puerta.
La puerta, que separaba la Ciudad Vieja de Jerusalén bajo control de Jordania, y el Monte Sion en dominio del Estado de Israel, se mantuvo cerrada hasta 1967, y se abrió sólo después de la guerra de los Seis Días.